# Rüsselhausen
Rüsselhausen ist ein Stadtteil von Niederstetten im Main-Tauber-Kreis im Nordosten von Baden-Württemberg.

## Geographie
Rüsselhausen liegt nordwestlich des Stadtkerns von Niederstetten an der Kreisstraße K 2852. Durch den Ort fließt der Aschbach. Die B 290 verläuft westlich. Zur Gemarkung der ehemaligen Gemeinde Rüsselhausen gehören außer dem Dorf Rüsselhausen keine weiteren Wohnplätze.

## Geschichte
Am 1. Juli 1972 wurde Rüsselhausen nach Niederstetten eingemeindet.